# كاندي كراولي
كاندي كراولي (بالإنجليزية: Candy Crowley)؛ (26 ديسمبر 1948 -) هي مذيعة أمريكية وكبيرة المراسلين السياسيين في سي إن إن متخصصة في انتخابات الرئاسة ومجلس الشيوخ وحكام الولايات في الولايات المتحدة. تقدّم البرنامج الأسبوعي ستايت أوف ذي يونيون. قدّمت برامجها انطلاقا من مكتب سي إن إن في واشنطن دي سي. فقد قدّمت برنامج إنسايد بوليتيكس (داخل السياسة) محلّ جودي وودراف قبل أن يعوّض ببرنامج ذا سيتويشن روم (غرفة العمليات). غطت كراولي الانتخابات لأكثر من عقدين. تم الإعلان في 31 يناير 2010 أن كراولي ستعوّض جون كينغ كمذيعة لبرنامج صبيحة الأحد السياسي الحواري ستايت أوف ذي يونيون والتي انطلقت في تقديمه في فبراير.

## النشأة والمسيرة
ولدت كاندي كراولي في 26 ديسمبر 1948 في ميشيغان ونشأت في سانت لويس، ميزوري ودرست في كلية برنسيبيا في إلينوي وحصلت على شهادة جامعية في اللغة الإنجليزية من كلية راندولف-مايكون للنساء في لينتشبيرغ، فيرجينيا. بدأت مسيرتها المهنية مساعدة غرفة الأخبار في المحطة الإذاعية دبليو أي أس أيتش-أف أم في واشنطن دي سي. ثم أصبحت مذيعة في محطة ميتشوال برودكاستنغ وبعد ذلك مراسلة أسوشيتد برس في البيت الأبيض. انتقلت من إن بي سي إلى سي إن إن في 1987 لتعمل مراسلة للقناة في الكونغرس. بعدها أصبحت مذيعة لبرنامج إنسايد بوليتيكس ثم ستايت أوف ذي يونيون. ظهرت كراولي مرتين في برنامج من سيربح المليون؟ في 2009 كخبيرة في وسيلة المساعدة «اتصال بصديق».
حازت كاندي كراولي على جائزة جوان شورنستاين بارون للتميز في الصحافة في 2005 لتغطيتها الانتخابات الرئاسية الأمريكية 2004 وعلى جائزة غرايسي ألن (فئة القصة الإخبارية الوطنية وصنف «قصص الحرب») في 2004 وناشيونال هادلاينر وجائزة سيني لحلقتها «قادر على القتل». في 2003 حازت على جائزة إيمي عن حلقة «عدو الداخل» من برنامج «سي إن إن تقدّم» (سي إن إن بريزانتس). وحازت أيضا جائزة العصا الفضية لديبون وجامعة كولمبيا في 1999 لتغطيتها التصويت حول عزل الرئيس الأمريكي السابق بيل كلينتون.
في 13 أغسطس 2012، اختارت مفوضية المناظرات الرئاسية كاندي كراولي لتكون مديرة مناظرة الانتخابية الرئاسية الثانية بين الرئيس باراك أوباما ومنافسه الجمهوري ميت رومني. تلقت كراولي المدح والنقد في آن واحد حول قرارها بالاستغراب للتحقق من ردة فعل عقب الهجوم على القنصلية الأمريكية في بنغازي خلال المناظرة. وكانت المرأة الأولى التي تُختار لإدارة مناظرة رئاسية منذ كارول سيمسون من أي بي سي في 1992. وقعت المناظرة الرئاسية الثانية الثلاثاء 16 أكتوبر 2012 في جامعة هوفسترا في همستيد في نيويورك.

## الحياة الشخصية
كراولي هي نباتية وتمارس التأمل التحاوزي. كراولي مطلقة ولديها طفلان وحفيدان. ولدها الأكبر يعمل طبيب أعصاب وولدها الأصغر يعزف في فرقة.

## الجوائز
- جائزة غرايسي ألن، 2009
- جائزة جوان شورنستاين بارون للتميز في الصحافة، 2005
- جائزة غرايسي ألن (فئة القصة الإخبارية الوطنية)، 2004
- جائزة إيمي، 2003
- جوائز ديركسن، مؤسسة الصحافة الوطنية، 1998 و2003
- جائزة العصا الفضية لديبون وجامعة كولمبيا، 1999
- جائزة أرمسترونغ، جامعة كولمبيا
- جائزة سيني
- جائزة أسوشيتد برس

## وصلات خارجية
- كاندي كراولي على موقع IMDb (الإنجليزية)
- كاندي كراولي على موقع إن إن دي بي (الإنجليزية)
- كاندي كراولي على موقع قاعدة بيانات الفيلم (الإنجليزية)

- السيرة الرسمية في موقع سي إن إن
- موقع ستايت أوف ذي يونيون نسخة محفوظة 2 يناير 2013 at Archive.is